# Iriginite
La iriginite è un minerale.